# Clubiona hystrix
Clubiona hystrix là một loài nhện trong họ Clubionidae.
Loài này thuộc chi Clubiona. Clubiona hystrix được Lucien Berland miêu tả năm 1938.